# Dusona flinti
Dusona flinti là một loài tò vò trong họ Ichneumonidae.